# Schenkia sylvatica
Schenkia sylvatica är en stekelart som beskrevs av Townes, Momoi och Henry Keith Townes, Jr. 1965. Schenkia sylvatica ingår i släktet Schenkia och familjen brokparasitsteklar. Inga underarter finns listade i Catalogue of Life.